# Гарольд Брайд
Гарольд Сідні Брайд (англ. Harold Sydney Bride; 11 січня 1890 — 29 квітня 1956) — британський моряк, молодший офіцер зв'язку на океанському лайнері «Титанік» під час його нещасливого першого рейсу.

## Біографія
Гарольд Брайд народився в Нанхеді, Південний Лондон, був наймолодшим із п'ятьох дітей Артура Джона Лернера Брайда і Мері Енн Лоуї. Він був значно молодший за своїх братів і сестру, і, можливо, тому ріс дуже сором'язливою дитиною. Тихий, з м'яким голосом, «Гаррі» тільки в спілкуванні з близькими людьми показував свій гострий розум і невиправне почуття гумору.
Після закінчення школи Гарольд обрав кар'єру оператора бездротового зв'язку, але оскільки в його батьків грошей на навчання сина не вистачало, він із 16 років почав підробляти в сімейному бізнесі та збирати кошти. Нарешті, в 1910 р. Брайд з'явився в поштовому відділенні Лондона, щоб дізнатися вартість навчання телеграфії. Інший юнак, який чергував у цей час у відділенні, відповів на всі запитання Гарольда, а коли абітурієнт зайшов на початку наступного тижня, по-дружньому запросив його на обід. Це був той самий Гарольд Коттем, який прийняв сигнал лиха на «Карпатії» два роки по тому.
У липні 1911 року, закінчивши своє навчання, Брайд став радіооператором компанії Marconi. Незабаром після цього пішов у море — спочатку служив на «Гевіфорді», потім на «Біверфорді», «Лузітанії», «Ла Франс», і нарешті, «Ансельмі». У ті часи становище радиста на кораблі було особливим — він був представником морської телеграфної служби, носив її уніформу і отримував від неї платню. Нерідко радіооператор навіть не знав в обличчя членів команди і дуже рідко залишав свою рубку. Жорстка конкуренція між різними телеграфними компаніями призводила до того, що працівникам Marconi, наприклад, заборонялося спілкуватися із суднами, оснащеними іншою системою, за винятком випадків, коли їхній корабель міг опинитися в критичній ситуації. Грубість і різкі висловлювання на адресу радиста з «ворожого» табору були майже нормою. У такій обстановці було складно розраховувати на швидку допомогу інших кораблів у непередбачених обставинах.

### Служба на «Титаніку»

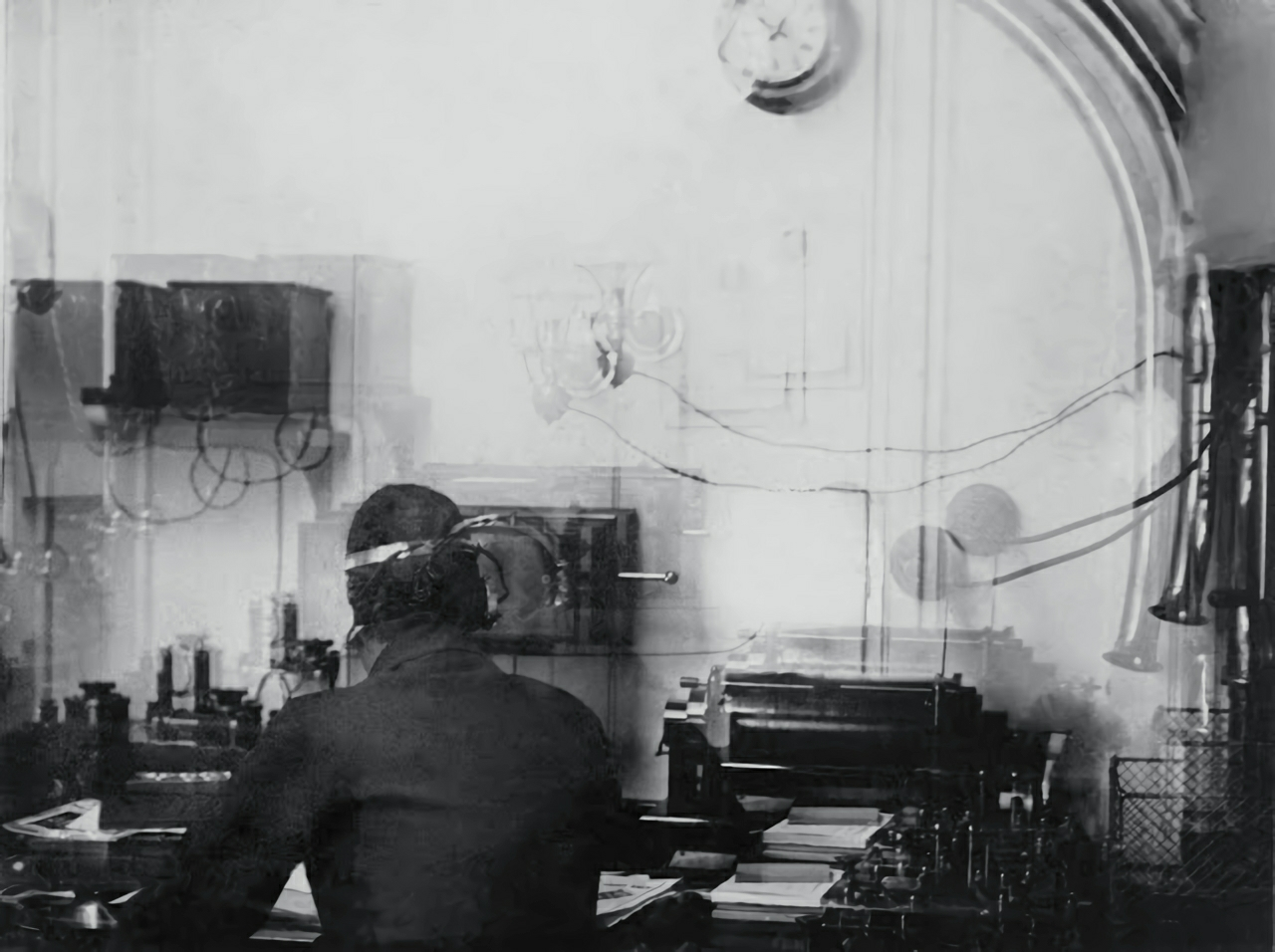
Гарольд Брайд за обладнанням радіостанції «Титаніка» 11 квітня 1912 року.

У 1912 році Брайд приєднався до екіпажу «Титаніка» молодшим радистом і помічником Джека Філліпса в Белфасті, Ірландія. З'явилися розповіді про те, що Брайд був знайомий з Філліпсом до переведення на «Титанік», але Брайд наполягав на тому, що вони ніколи не зустрічалися до Белфаста. «Титанік» вирушив у свій перший рейс до Нью-Йорка з Саутгемптона, Англія, 10 квітня. Під час плавання Брайд і Філліпс працювали в радіорубці на шлюпковій палубі, розсилаючи особисті повідомлення пасажирів і отримуючи попередження про айсберги від інших кораблів. 11 квітня, через день після відправлення «Титаніка» із Саутгемптона, Філліпс і Брайд відсвяткували 25-й день народження Філліпса, пригостивши його тістечками, принесеними з їдальні першого класу.
14 квітня близько 14:00 на «Титаніку» вийшла з ладу радіостанція через несправність електромеханічного магнітного детектора. Протягом усього дня Філліпс і Брайд намагались полагодити її, хоча й не були зобов'язані цього робити. Радіостанцію вдалось полагодити лише надвечір, тому Брайд рано ліг спати, аби опівночі змінити Джека Філліпса, який зайнявся тим, що надолужував згаяну кількість особистих повідомлень пасажирів, адресованих на Кейп-рейс, Ньюфаундленд.
О 23:40 того ж дня «Титанік» зіткнувся з айсбергом і почав тонути. Незабаром Брайд прокинувся і запитав Філліпса, що відбувається. Філліпс сказав, що вони вдарилися, Брайд почав збиратися на чергування. Незабаром до радіорубки увійшов капітан Едвард Сміт та попередив Брайда і Філліпса, щоб вони були готові послати сигнал лиха. Через деякий час після опівночі він прийшов до них, попросив допомогти і повідомив координати корабля.
|              | Я прокинувся і почув, як Філліпс спілкується з Мисом Рейс. Передавались приватні телеграми. Я пам'ятав, яким втомленим він був, і встав із ліжка, щоб підмінити його. Я навіть не відчув поштовху. Я навряд чи розумів, що сталося, поки до нас не зайшов капітан. Не було ніякого струсу. Я якраз стояв біля Філліпса, пропонуючи йому лягти спати, коли в рубку заглянув капітан. «Ми зіткнулися з айсбергом, — сказав він, — і я проведу огляд судна, щоб з'ясувати, наскільки серйозні пошкодження. Вам краще бути готовими подати сигнал про допомогу. Але не посилайте його, поки я не дам наказ». Капітан пішов, і через 10 хвилин, як я прикинув, повернувся. Ми чули, як зовні долинали звуки сум'яття, але це не було показником того, що трапилася якась біда. Радіопередавач працював чудово. «Пошліть сигнал про допомогу», — сказав капітан, тільки-но заглянувши. «Який сигнал я маю використати?» — запитав Філліпс. «Передбачений правилами сигнал про допомогу. Тільки його». Потім капітан пішов. Філліпс почав посилати CQD. Ми пережартовувалися, поки він відстукував сигнали ключем. Обидва посміювалися над «катастрофою», і продовжували це робити хвилин п'ять. Потім повернувся капітан. «Що ви посилаєте?» — запитав він. «CQD», — відповів Філліпс. Комічність ситуації подіяла на мене настільки, що я зробив маленьке зауваження, яке змусило всіх трьох розсміятися: «Пішли SOS, — сказав я, — це новий сигнал, і, можливо, в тебе є останній шанс послати його…». Філліпс, не перестаючи сміятися, змінив сигнал на SOS. |
| — Г.С. Брайд | |

Обидва оператори залишалися на посту навіть після того, як були звільнені капітаном:
|              | Я помітив, коли повернувся з однієї з вилазок, що вони саджали жінок і дітей у рятувальні шлюпки. Я помітив, як збільшується нахил вперед. Філліпс сказав мені, що радіостанція слабшає. Капітан прийшов і розповів нам, що наші котельні заповнені водою, і що динамо не може більше продовжувати працювати. Ми відправили цю звістку «Карпатії». Я вийшов на палубу й озирнувся. Вода була дуже близько до палуби. ...Шлюпкова палуба омивалася водою. Філліпс намагався посилати повідомлення. Він намагався зробити це протягом приблизно 10 хвилин, а може й 15 хвилин після того, як капітан звільнив його. Потім вода полилася в нашу кабіну. Поки він працював, сталося те, про що я ненавиджу розповідати. Я повернувся у свою кімнату, щоб узяти гроші Філліпса для нього, і, коли я визирнув за двері, побачив кочегара або когось із нижніх палуб, який підійшов до Філліпса зі спини. Філліпс був занадто зайнятий, щоб помічати, що ця людина робить. А той відстібав зі спини Філліпса рятувальний жилет. |
| — Г.С. Брайд | |

Брайд підбіг до кочегара, щоб перешкодити йому, Філліпс схопився зі свого місця. Зав'язалася сутичка. Зрештою, Гарольду вдалося схопити злодія за пояс, а старший радист кілька разів ударив його. Залишивши кочегара в радіорубці, обидва оператори вийшли на палубу.
|              | З корми лунали звуки оркестру. Це була мелодія регтайму... Філліпс побіг на корму, і це був останній раз, коли я бачив його живим. Я пішов до того місця, де бачив складну шлюпку на шлюпковій палубі, і, на мій подив, я побачив шлюпку і чоловіків, які, як і раніше, намагалися зіштовхнути її з місця. Я думаю, серед них не було моряків. Вони ніяк не могли цього зробити. Я підійшов до них і тільки-но простягнув руки, як величезна хвиля прокотилася палубою. Велика хвиля понесла шлюпку. Я тримався за її кочет, і мене змило разом із нею. Потім я зрозумів, що вже перебуваю в шлюпці. Але це ще не все. Я був у шлюпці, а шлюпка виявилася перевернутою днищем догори, і я перебував під нею. Пам'ятаю, як я зрозумів, що промок наскрізь, і що хай би що сталося, я не повинен дихати, тому що я під водою. Я знав, що треба боротися, і я це зробив. Як я виліз з-під човна не знаю, але нарешті я зміг відчути ковток свіжого повітря... Я відчував, що я просто змушений був піти з корабля. Його було чудово видно тоді. Дим та іскри неслися з його труби. Мали бути вибухи, але ми їх не чули. Ми тільки бачили величезний стовп іскор. Корабель поступово йшов носом під воду, немов качка, що збирається пірнути. |
| — Г.С. Брайд | |

Коли «Титанік» пішов під воду, Брайд зміг видертися на днище перевернутої шлюпки. Але на цьому його пригоди не закінчилися:
|              | Простору було достатньо тільки для того, щоб я міг поміститися на краю. Я лежав там, не переймаючись тим, що відбувається. Хтось сів мені на ноги. Вони виявилися втиснутими між рейками й зазнали пошкоджень. Але я був не в силах просити цю людину посунутися. Це було страшне видовище — люди, що пливуть і тонуть. Я продовжував лежати там, де опинився, дозволяючи чоловікові ламати мені ноги. Інші підпливали зовсім близько. Ніхто не подавав їм руку. На шлюпку вже видерлося більше людей, ніж вона могла витримати, і вона тонула. |
| — Г.С. Брайд | |

### Після «Титаніка»
Гарольд Брайд опинився серед тих, хто врятувався з «Титаніка». Складну парусинову шлюпку, на якій він разом з іншими провів півночі, взяла на буксир одна з основних шлюпок і довела до борту «Карпатії». Радист сильно постраждав — одна нога була вивихнута, інша — обморожена.
|              | Я спробував схопитися за мотузяну драбину. Мої ноги боліли жахливо, але я піднявся нагору і відчув, як чиїсь руки підхопили мене. Наступне, що я пам'ятаю, — як жінка, що схилилася наді мною в каюті, відводить назад моє волосся і витирає обличчя |
| — Г.С. Брайд | |

Дорогою до Нью-Йорка на борту «Карпатії» Брайд і втомлений від роботи радист «Карпатії» Гарольд Коттем працювали з радіостанцією разом, надсилаючи особисті листи і списки врятованих на землю. Навіть через багато років після трагедії, вони продовжували дружити і спілкуватися.
Брайда, якого довелося знімати з «Карпатії» через травми ніг (одна була сильно вивихнута, інша обморожена), зустріли в Нью-Йорку Гульєльмо Марконі і газета «Нью-Йорк Таймс», яка дала Брайду 1 000 доларів за його ексклюзивну історію «Захоплююча розповідь бездротового зв'язківця, що вижив на „Титаніку“». Пізніше Брайд дав свідчення в американському та британському розслідуваннях катастрофи «Титаніка», описавши, які попередження про айсберги були отримані і що сталося в ніч катастрофи.
Під час американського розслідування Брайд також був допитаний щодо ігнорування запитів на інформацію, які надходили на «Карпатії» від преси та ВМС США, які хотіли дізнатися про долю особистого друга і помічника президента Тафта Арчібальда Батта. Брайд заявив, що пріоритет надавався особистим повідомленням і спискам тих, хто вижив, а не відповідям на запитання преси, і стверджував, що військово-морський флот не розумів британської азбуки Морзе, що ВМС заперечували. Компанію Марконі звинуватили в тому, що вона таємно організувала інтерв'ю Брайду в «Нью-Йорк Таймс» і наказала йому і Гарольду Коттему мовчати до прибуття в Нью-Йорк, але Марконі заперечував ці звинувачення. Ця справа не була розслідувана, а Брайд вважався одним з героїв катастрофи. Незважаючи на те, що він був ключовим свідком у розслідуванні, після потоплення Брайд тримався в тіні.
На згадку про події на «Титаніку», компанія Marconi нагородила Гарольда Брайда золотим годинником із написом: «На знак вдячності тому, хто виконав свій обов'язок і зробив це хоробро». Провівши деякий час у госпіталі, Брайд повернувся в Англію і знову взявся до роботи оператора радіостанції. У Першу світову війну він служив на пароплаві «Mona's Isle» телеграфістом.
Ще до відплиття на «Титаніку» Гарольд Брайд заручився з Мейбел Ладлоу, але стосунки молодих людей складалися важко, тому у вересні того ж року заручини було розірвано. У квітні 1920 р. Гарольд Брайд одружився з Люсі Джонстон Дауні, вчителькою, яка кілька років тому зовсім випадково впізнала його за фотографією з газет і підійшла до нього на вулиці. Це було кохання з першого погляду. Подружжя мало трьох дітей: Люсі (нар. 1921 р.), Джона (1924 р.) і Джанетт (1929 р.). Брайд дуже не любив обговорювати все, що стосувалося «Титаніка», він глибоко переживав те, що трапилося, особливо втрату друга і колеги Джека Філліпса. Йому не сподобалося бути в центрі уваги як «врятованому з „Титаніка“», тому згодом Гарольд перебрався з сім'єю до Шотландії, де почав працювати комівояжером. Брайд прожив усе життя, що залишилося в Шотландії, і помер від раку легенів у порівняльній невідомості 29 квітня 1956 р. у 66-річному віці.

## У кінематографі
Постать Гарольда Брайда представлена у декількох фільмах про «Титанік», зокрема його грали такі актори:
- Девід МакКаллум (1958) («Незабутня Ніч»)
- Баррі Пеппер (1996) («Титанік») (телевізійний міні-серіал)
- Крейг Келлі (1997) — «Титанік»
- Мартін Моран (1999) — «Титанік» (бродвейський мюзикл)
- Стів Керні (1999) (Хроніки Титаніка) (документальний телефільм) (лише голос)
- Джейк Свінг (2012) — «Останні сигнали».